# Cristina Teuscher
Cristina Teuscher (New York, 12 maart 1978) is een Amerikaanse zwemster. Ze vertegenwoordigde haar vaderland op de Olympische Zomerspelen 1996 in Atlanta en de Olympische Zomerspelen 2000 in Sydney.

## Carrière
Bij haar internationale debuut, op de wereldkampioenschappen zwemmen 1994 in Rome, veroverde Teuscher de zilveren medaille op de 400 meter vrije slag, op de 200 meter vrije slag eindigde ze op de vierde plaats. Samen met Jenny Thompson, Janet Evans en Nicole Haislett sleepte ze de bronzen medaille in de wacht op de 4x200 meter vrije slag.
Op de Pan-Amerikaanse Spelen 1995 in Mar del Plata legde de Amerikaanse beslag op de gouden medaille, op de 200 meter vrije slag, en op de zilveren medaille, op de 400 meter vrije slag. Op de 4x100 meter vrije slag veroverde ze samen met Angel Martino, Amy Van Dyken en Lindsey Farella de gouden medaille, samen met Trina Jackson, Dady Vincent en Catherine Fox sleepte ze de gouden medaille in de wacht op de 4x200 meter vrije slag. In Atlanta nam Teuscher deel aan de Pan Pacific kampioenschappen zwemmen 1995. Op dit toernooi legde ze, op de 200 meter vrije slag, beslag op de bronzen medaille, daarnaast eindigde ze als vierde op de 400 meter vrije slag. Op de 4x200 meter vrije slag veroverde ze samen met Melanie Valerio, Trina Jackson en Jenny Thompson de gouden medaille.
Tijdens de Olympische Zomerspelen van 1996 in Atlanta eindigde de Amerikaanse als zesde op de 200 meter vrije slag en als achtste op de 400 meter vrije slag, samen met Trina Jackson, Sheila Taormina en Jenny Thompson sleepte ze de gouden medaille in de wacht op de 4x200 meter vrije slag.

### 1998-2001
Op de wereldkampioenschappen zwemmen 1998 in Perth eindigde Teuscher als zevende op de 200 meter vrije slag, op de 4x200 meter vrije slag legde ze samen met Lindsay Benko, Brooke Bennett en Jenny Thompson beslag op de zilveren medaille.
In Sydney nam de Amerikaanse deel aan de Pan Pacific kampioenschappen zwemmen 1999. Op dit toernooi veroverde ze de zilveren medaille op de 200 meter wisselslag en de bronzen medaille op de 400 meter wisselslag, daarnaast strandde ze in de series van zowel de 200 als de 400 meter vrije slag. Samen met Lindsay Benko, Ellen Stonebraker en Jenny Thompson sleepte ze de gouden medaille in de wacht op de 4x200 meter vrije slag.
Tijdens de Olympische Zomerspelen van 2000 in Sydney legde Teuscher, op de 200 meter wisselslag, beslag op de bronzen medaille.
Op de wereldkampioenschappen zwemmen 2001 in Fukuoka eindigde de Amerikaanse als zesde op de 200 meter wisselslag.

## Internationale toernooien
| Jaar | Olympische Spelen                                           | WK langebaan                                             | WK kortebaan  | PanPacs                                                                                               | Pan-Ams                                                                   |
| ---- | ----------------------------------------------------------- | -------------------------------------------------------- | ------------- | --- | ------------------------------------------------------------------------- |
| 1994 |                                                             | 4e 200m vrije slag · 400m vrije slag · 4x200m vrije slag |               | |                                                                           |
| 1995 |                                                             |                                                          | geen deelname | 200m vrije slag · 4e 400m vrije slag · serie 400m wisselslag · 4x200m vrije slag                      | 200m vrije slag · 400m vrije slag · 4x100m vrije slag · 4x200m vrije slag |
| 1996 | 6e 200m vrije slag · 8e 400m vrije slag · 4x200m vrije slag |                                                          |               | |                                                                           |
| 1997 |                                                             |                                                          | geen deelname | geen deelname                                                                                         |                                                                           |
| 1998 |                                                             | 7e 200m vrije slag · 4x200m vrije slag                   |               | |                                                                           |
| 1999 |                                                             |                                                          | geen deelname | serie 200m vrije slag · serie 400m vrije slag · 200m wisselslag · 400m wisselslag · 4x200m vrije slag | geen deelname                                                             |
| 2000 | 200m wisselslag                                             |                                                          | geen deelname | |                                                                           |
| 2001 |                                                             | 6e 200m wisselslag                                       |               | |                                                                           |

## Persoonlijke records

### Langebaan
| Afstand         | Tijd    | Datum             | Plaats   |
| --------------- | ------- | ----------------- | -------- |
| 200m vrije slag | 1.59,63 | 28 juli 1998      | New York |
| 400m vrije slag | 4.10,21 | 7 september 1994  | Rome     |
| 200m wisselslag | 2.13,32 | 19 september 2000 | Sydney   |
| 400m wisselslag | 4.41,21 | 22 augustus 1999  | Sydney   |